# Liste de festivals de musique

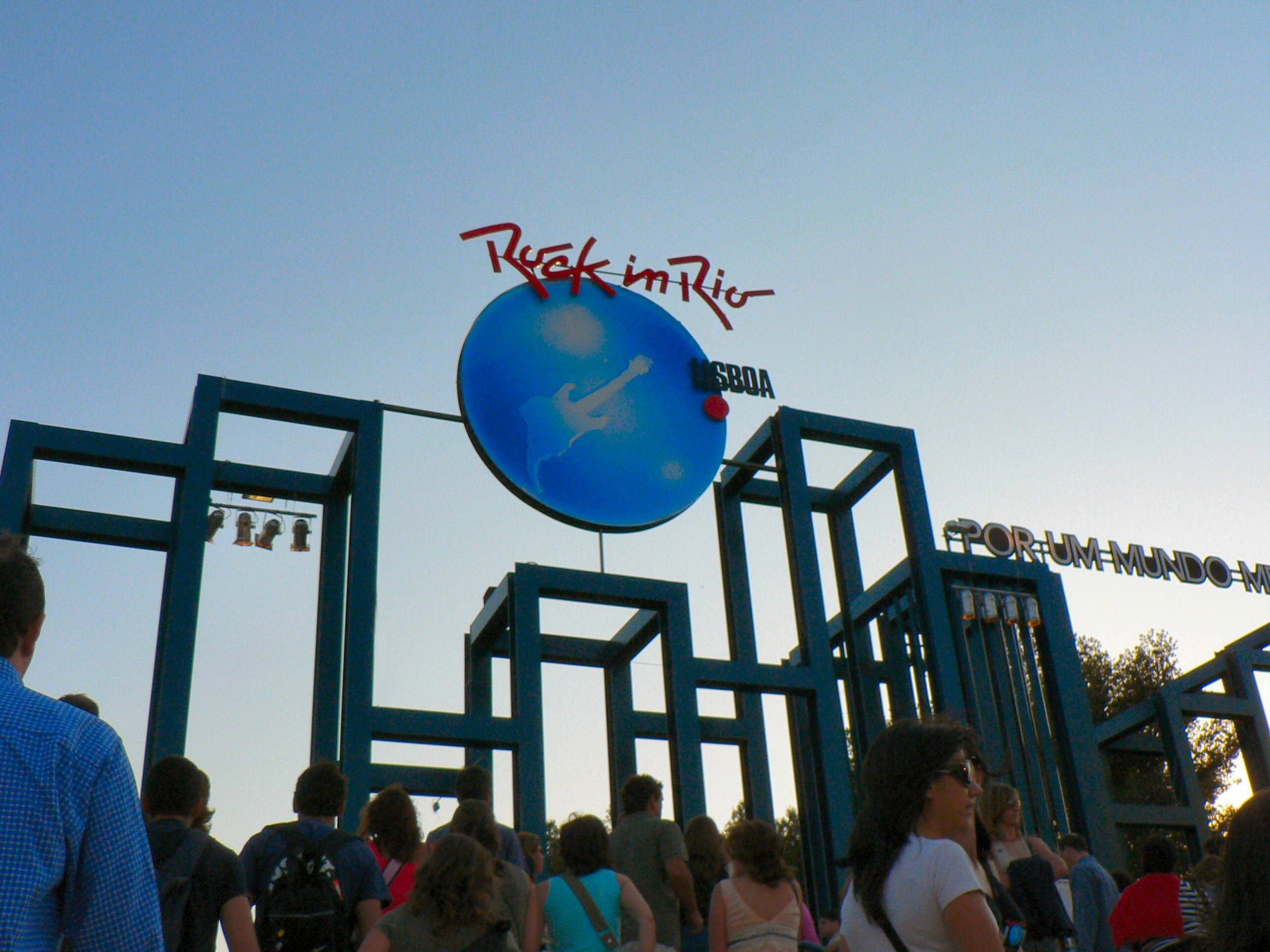
Rock in Rio en 2006 (Lisbonne).

Cet article présente la liste des festivals de musique, classement géographique et par genre.

## Liste

### Allemagne
| Ville                 | Nom                                        | Genre                             |
| --------------------- | ------------------------------------------ | --------------------------------- |
| Alsfeld               | Burg Herzberg Festival                     |                                   |
| Bad Aibling           | Echelon                                    | Musique électronique              |
| Bad Kissingen         | Kissinger Sommer                           | Musique classique                 |
| Bayreuth              | Festival de Bayreuth                       | Opéra                             |
| Berlin                | Berlin Atonal                              | Musique électronique              |
| Berlin                | Love Parade                                | Musique électronique              |
| Berlin                | Nation of Gondwana                         |                                   |
| Berlin                | Wilde Möhre                                |                                   |
| Bersenbrück           | Reggae Jam                                 | Reggae                            |
| Burtenbach            | Sunrise Reggae and Ska Festival            | Reggae, ska                       |
| Cologne               | c/o pop                                    | Musique urbaine, électronique     |
| Cologne               | Summerjam                                  |                                   |
| Cuxhaven              | Deichbrand                                 | Reggae                            |
| Dortmund              | Mayday                                     | Musique électronique              |
| Dresde                | Dixieland Festival International de Dresde |                                   |
| Essen                 | Turock Open Air                            |                                   |
| Francfort-sur-le-Main | Hafentunnel                                |                                   |
| Fribourg-en-Brisgau   | Sea You Festival                           |                                   |
| Geltendorf            | PULS Open air                              |                                   |
| Gotha                 | Freakstock                                 | Punk rock, heavy metal            |
| Gräfenhainichen       | Melt! festival                             |                                   |
| Gräfenhainichen       | Splash!                                    |                                   |
| Hambourg              | MS Dockville                               |                                   |
| Hamborug              | Elbriot                                    |                                   |
| Herford               | X Open Air Rockfest                        |                                   |
| Herne                 | Castle Rock Festival Pressure Festival     |                                   |
| Hildesheim            | M'era Luna Festival                        |                                   |
| Hünfeld               | Rhön Rock Open Air                         |                                   |
| Karlsruhe             | African Summer Festival                    |                                   |
| Karlsruhe             | Das Fest                                   |                                   |
| Karlsruhe             | WinterWorld                                |                                   |
| Kiel                  | G-Move                                     |                                   |
| Lac de Constance      | Southside Festival                         | Rock                              |
| Lärz                  | Festival Fusion                            | Musique électronique              |
| Leipzig               | Midsommar Festival                         |                                   |
| Leipzig               | Wave-Gotik-Treffen                         | Dark wave, musique gothique       |
| Leipzig               | Full Force                                 | Heavy metal, punk rock            |
| Lörrach               | Stimmen-Festival                           |                                   |
| Mannheim              | Maifeld Derby Festival                     |                                   |
| Mannheim              | Time Warp                                  |                                   |
| Memmingerberg         | Ikarus                                     | Musique électronique              |
| Moosburg an der Isar  | Utopia Island                              | Musique électronique              |
| Mülheim an der Ruhr   | Ruhr Reggae Summer                         | Reggae                            |
| Münster               | Vainstream Rockfest (de)                   | Rock                              |
| Neustadt-Glewe        | Airbeat One                                | EDM                               |
| Nürburgring           | Rock am Ring                               | Rock, heavy metal                 |
| Nuremberg             | Rock im Park                               | Rock, heavy metal                 |
| Oberhausen            | Ruhr in Love                               |                                   |
| Offenbourg            | Kamehameha                                 |                                   |
| Pydna                 | Nature One                                 | Musique électronique              |
| Rüthen                | Psychedelic Experience Festival            | Musique psychédélique             |
| Saalburg-Ebersdorf    | SonneMondSterne                            | Musique électronique              |
| Scheeßel              | Hurricane Festival                         | Rock, indietronica                |
| Schleswig-Holstein    | Festival de musique du Schleswig-Holstein  | Musique classique                 |
| Schleswig-Holstein    | Wacken Open Air                            | Heavy metal, metal extrême        |
| Übersee               | Chiemsee Summer                            | Hip-hop, rock alternatif, electro |
| Weeze                 | Parookaville                               | Musique électronique              |

### Argentine
| Ville                  | Nom                                                        | Genre |
| ---------------------- | ---------------------------------------------------------- | ----- |
| Buenos Aires           | Bue Festival Semana Musical Llao Llao (annulé depuis 2014) |       |
| Santa María de Punilla | Cosquín Rock                                               | Rock  |

### Australie
| Ville        | Nom                            | Genre |
| ------------ | ------------------------------ | ----- |
| Adélaïde     | Adelaide Cabaret Festival (en) |       |
| Moyston      | Pitch Music and Arts           |       |
| Sunbury      | Sunbury Pop Festival           | rock  |
| Lieux divers | Falls Festival                 |       |

### Autriche
| Ville                | Nom                                                   | Genre |
| -------------------- | ----------------------------------------------------- | ----- |
| Mayrhofen            | Snowbombing                                           |       |
| Nickelsdorf          | Nova Rock Festival                                    |       |
| Reinsberg            | ReggaeJam                                             |       |
| Saalbach-Hinterglemm | Rave on Snow (depuis 1993)                            |       |
| Salzbourg            | Festival de Pâques de Salzbourg                       |       |
| Salzbourg            | Festival de Salzbourg                                 |       |
| Salzbourg            | Jazz and the City                                     | Jazz  |
| Sankt Pölten         | Beatpatrol                                            |       |
| Sankt Pölten         | FM4 Frequency Festival (en)                           |       |
| Wiesen               | Nu Forms (anciennement Urban Art Forms Festival (de)) |       |

### Barbade
| Ville   | Nom                       | Genre  |
| ------- | ------------------------- | ------ |
| Barbade | Barbados Reggae Festival, | Reggae |

### Brésil
| Ville          | Nom                                                                  | Genre               |
| -------------- | -------------------------------------------------------------------- | ------------------- |
| Ituberá        | Universo Parallelo                                                   |                     |
| Juiz de Fora   | Festival Internacional de Música Colonial Brasileira e Música Antiga | Musique brésilienne |
| Rio de Janeiro | Rock in Rio                                                          | Rock                |

### Canada

#### Alberta
| Ville   | Nom                                        | Genre  |
| ------- | ------------------------------------------ | ------ |
| Calgary | Calgary Folk Music Festival (en)           | Folk   |
| Calgary | Calgary International Reggae Festival (en) | Reggae |

### Colombie-Britannique
| Ville        | Nom                   | Genre |
| ------------ | --------------------- | ----- |
| Île Victoria | Victoria Ska Festival | Ska   |

#### Manitoba
| Ville    | Nom                         | Genre |
| -------- | --------------------------- | ----- |
| Winnipeg | Winnipeg Folk Festival (en) |       |

#### Nouvelle-Écosse
| Ville   | Nom                   | Genre                     |
| ------- | --------------------- | ------------------------- |
| Halifax | Halifax Pop Explosion | Rock indépendant, hip-hop |

#### Ontario
| Ville           | Nom                                  | Genre     |
| --------------- | ------------------------------------ | --------- |
| Îles de Toronto | Electric Island                      |           |
| Orillia         | Festival folklorique Mariposa        |           |
| Ottawa          | Ottawa Bluesfest                     |           |
| Red Rock        | Red Rock Folk Festival (en)          | Folk rock |
| Sudbury         | Northern Lights Festival Boréal      |           |
| Sudbury         | La Nuit sur l'étang                  |           |
| Toronto         | Caribana Festival                    |           |
| Toronto         | Goodfellaz                           |           |
| Toronto         | Hullabaloo                           |           |
| Toronto         | North by Northeast                   |           |
| Toronto         | World Electronic Music Festival (en) |           |

#### Québec
| Ville                     | Nom                                                                  | Genre                  |
| ------------------------- | -------------------------------------------------------------------- | ---------------------- |
| Belœil                    | Festival d'été de Belœil                                             |                        |
| Carleton-sur-Mer          | Festival La Virée                                                    |                        |
| Charlevoix                | Le Festif!                                                           |                        |
| Drummondville             | Mondial des cultures de Drummondville                                |                        |
| Granby                    | Festival international de la chanson de Granby                       |                        |
| Joliette                  | Festival de Lanaudière                                               |                        |
| Laval                     | Mondial Loto-Québec de Laval                                         |                        |
| Lévis                     | Festival Jazz etcetera Lévis                                         | Jazz                   |
| Matane                    | Festival country de Matane                                           | Country                |
| Montebello                | Montebello Rock                                                      | Rock                   |
| Montréal                  | Coup de cœur francophone                                             | Chanson francophone    |
| Montréal                  | Festival celtique international de Montréal                          | Musique celtique       |
| Montréal                  | Festival de musique de chambre de Montréal                           | Musique de chambre     |
| Montréal                  | Festival international de jazz de Montréal                           | Jazz                   |
| Montréal                  | Festival international de reggae de Montréal                         | Reggae                 |
| Montréal                  | Festival international Nuits d'Afrique                               | Musique africaine      |
| Montréal                  | Francos de Montréal                                                  | Chanson francophone    |
| Montréal                  | Heavy Montréal                                                       | Heavy metal            |
| Montréal                  | Igloofest                                                            | Musique électronique   |
| Montréal                  | ÎleSoniq                                                             | Musique électronique   |
| Montréal                  | Les Escales improbables                                              | Divers                 |
| Montréal                  | MEG Montréal                                                         | Musique électronique   |
| Montréal                  | MUTEK                                                                |                        |
| Montréal                  | Osheaga                                                              | Musique électronique   |
| Montréal                  | Piknic Électronik                                                    | Musique électronique   |
| Montréal                  | Pop Montréal                                                         | Pop                    |
| Mont-Tremblant            | Festival international du blues de Tremblant                         | Blues                  |
| New Richmond              | Festival bluegrass de New Richmond                                   | Bluegrass              |
| Petite-Vallée             | Festival en chanson de Petite-Vallée                                 |                        |
| Québec                    | Envol et macadam                                                     |                        |
| Québec                    | Festival d'été de Québec                                             |                        |
| Québec                    | Festival OFF de Québec                                               |                        |
| Québec                    | Festival des Journées d'Afrique, danses et rythmes du monde          |                        |
| Rimouski                  | Festi Jazz international de Rimouski                                 | Jazz                   |
| Rouyn-Noranda             | Festival de musique émergente                                        | Rock, electro, hip-hop |
| Saguenay                  | Festival de musique du royaume                                       |                        |
| Saint-André-d'Argenteuil  | Festival de musique électronique AIM                                 |                        |
| Saint-Éphrem-de-Beauce    | Woodstock en Beauce                                                  |                        |
| Saint-Gabriel-de-Rimouski | Festival Country-Western                                             | Country                |
| Saint-Irénée              | Festival international du Domaine Forget                             |                        |
| Sherbrooke                | Festival des harmonies et orchestres symphoniques du Québec          |                        |
| Tadoussac                 | Festival de la chanson de Tadoussac                                  |                        |
| Thetford Mines            | Festival Promutuel de la relève de Thetford Mines                    |                        |
| Trois-Rivières            | FestiVoix (ex-International de l'art vocal de Trois-Rivières)        |                        |
| Val-d'Or                  | Festival de musique trad Val-d'Or                                    |                        |
| Val-d'Or                  | Festival de la relève musicale indépendante en Abitibi-Témiscamingue |                        |
| Victoriaville             | Festival international de musique actuelle de Victoriaville          |                        |

### Chili
| Ville    | Nom                      | Genre |
| -------- | ------------------------ | ----- |
| Santiago | Festival Primavera Fauna |       |

### Colombie
| Ville    | Nom             | Genre |
| -------- | --------------- | ----- |
| Bogota   | Rock al parque  | Rock  |
| Bogota   | Salsa al parque | Salsa |
| Medellín | Breakfest       |       |

### Corée du Sud
| Ville  | Nom                                      | Genre                  |
| ------ | ---------------------------------------- | ---------------------- |
| Ansan  | Jisan Valley Rock Festival               | Rock                   |
| Jeonju | Festival international du sori de Jeonju | Musique traditionnelle |

### Côte d'Ivoire
| Ville   | Nom                                                  | Genre         |
| ------- | ---------------------------------------------------- | ------------- |
| Abidjan | Festival international des musiques noires d'Abidjan | Musique noire |
| Abidjan | Festival international du jazz d'Abidjan             | Jazz          |
| Abidjan | Festival des musiques urbaines d'Anoumabo            | Urban         |

### Croatie
| Ville   | Nom                        | Genre |
| ------- | -------------------------- | ----- |
| Novalja | Barrakud                   |       |
| Novalja | Fresh Island Festival (en) |       |
| Novalja | Hard Island                |       |
| Novalja | Hideout Festival           |       |
| Novalja | Sonus Festival             |       |
| Pula    | Dimensions Festival        |       |
| Pula    | Outlook festival (en)      |       |
| Pula    | Seasplash                  |       |
| Tisno   | Defected Croatia           |       |
| Tisno   | Movement Croatia           |       |
| Umag    | Sea Star Festival          |       |

### Danemark

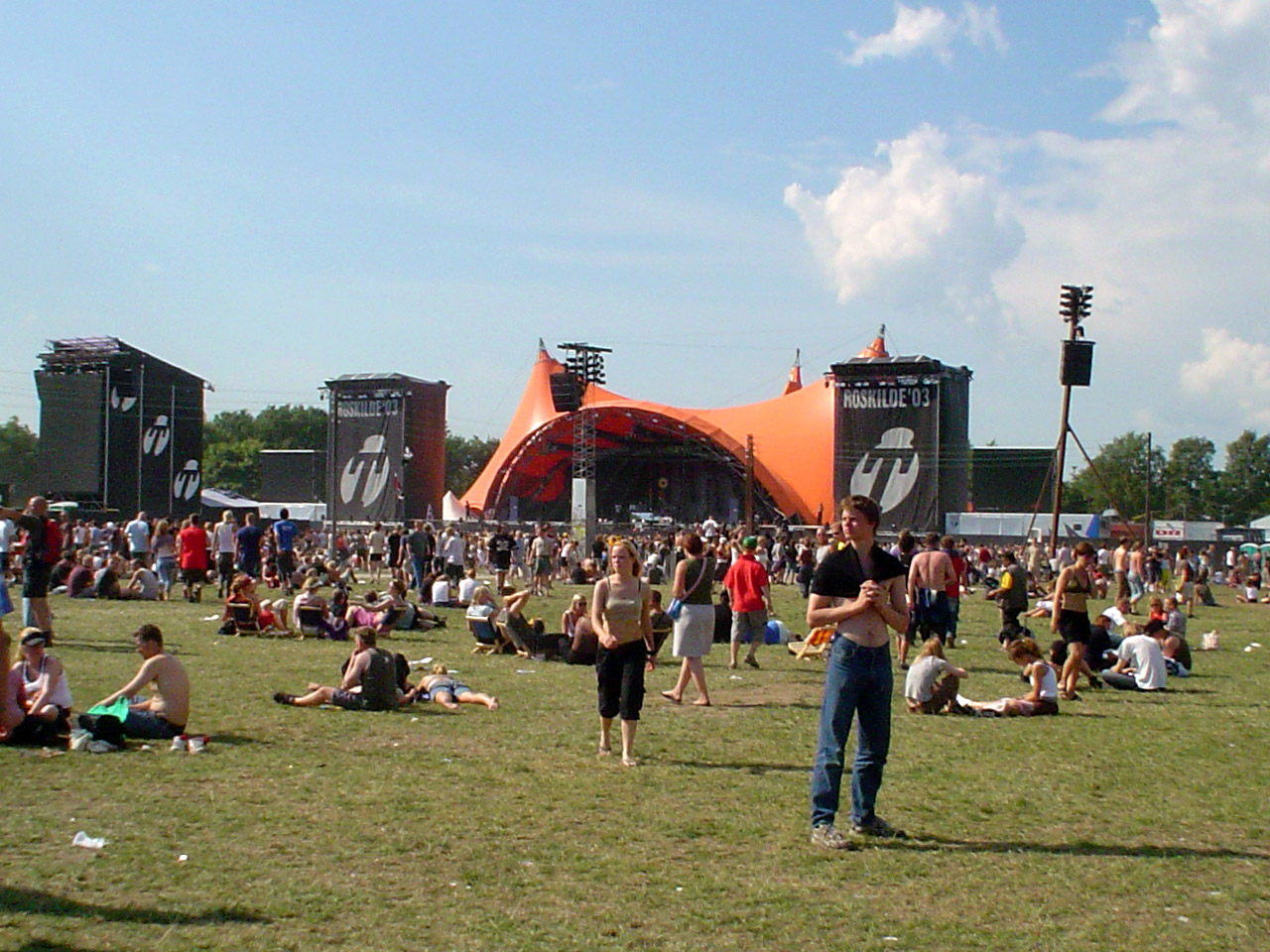
Festival de Roskilde au Danemark.

| Ville    | Nom                  | Genre |
| -------- | -------------------- | ----- |
| Roskilde | Festival de Roskilde |       |

### Espagne
| Ville                      | Nom                                   | Genre |
| -------------------------- | ------------------------------------- | ----- |
| Arganda del Rey            | A Summer Story                        |       |
| Arriondas                  | Aquasella                             |       |
| Barcelone                  | Festival Cruïlla Barcelona (es)       |       |
| Barcelone                  | DGTL Festival                         |       |
| Barcelone                  | International Dub Gathering           |       |
| Barcelone                  | Off at Forum                          |       |
| Barcelone                  | Primavera Sound Festival              |       |
| Barcelone                  | Sonar Festival                        |       |
| Bareyo                     | Delirium                              |       |
| Benicàssim                 | Festival international de Benicàssim  |       |
| Benicàssim                 | Rototom Sunsplash                     |       |
| Bilbao                     | Bilbao BBK Live Festival Bime Live    |       |
| Colmenar Viejo             | Festival de Bandes de Musique         |       |
| Comillas (Cantabrie)       | Folkomillas Festival                  |       |
| Fraga (désert de Monegros) | Monegros Desert Festival              |       |
| Getafe                     | Electric Festival                     |       |
| Jerez de la Frontera       | Primavera Trompetera                  |       |
| Madrid                     | Mad Cool Festival                     |       |
| Saragosse                  | Nowhere                               |       |
| Tavernes de la Valldigna   | Iboga Summer Festival                 |       |
| Torre del Mar              | Weekend Beach Festival                |       |
| Valence                    | Concours de bandes de Musique[Quoi ?] |       |
| Valence                    | Medusa Sunbeach Festival              |       |
| Villarrobledo              | Viña Rock                             | Rock  |
| Vinaròs                    | ElectroSplash                         |       |

### États-Unis

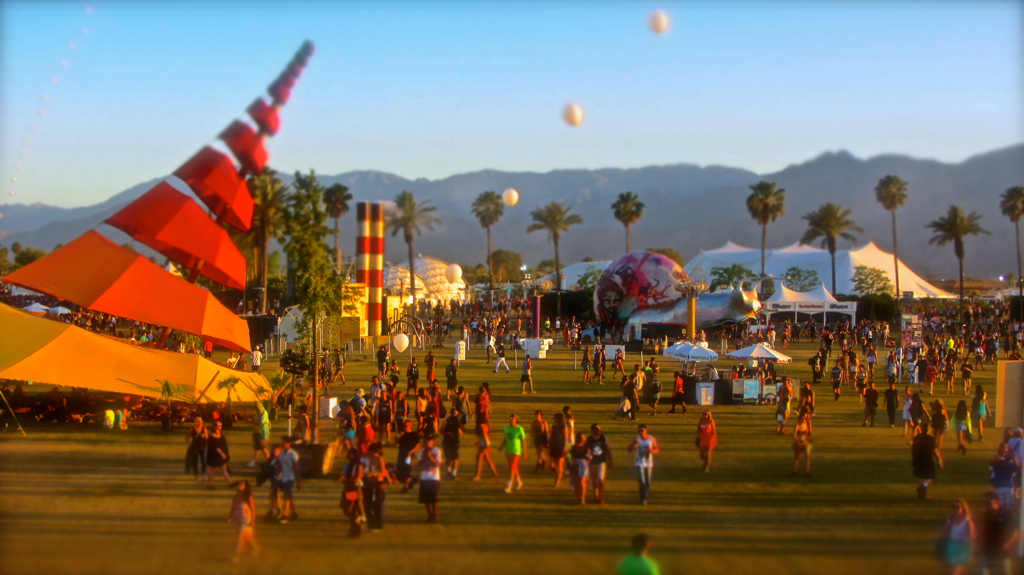
Site du Coachella en 2013

| Ville                | Nom                                              | Genre                     |
| -------------------- | ------------------------------------------------ | ------------------------- |
| Atlanta              | Afropunk Festival (en)                           |                           |
| Austin (Texas)       | Austin Reggae Festival South by Southwest (SXSW) | Reggae Rock               |
| Baton Rouge          | Baton Rouge Blues Festival                       |                           |
| Boonville            | Sierra Nevada World Music Festival (en)          |                           |
| Boulder              | Soul Rebel Festival                              |                           |
| Californie           | Electric Daisy Carnival (EDC)                    |                           |
| Chicago              | Lollapalooza                                     |                           |
| Chicago              | Grant Park Music Festival                        |                           |
| Chicago              | Pitchfork Music Festival                         |                           |
| Désert de Black Rock | Burning Man                                      |                           |
| Détroit              | Detroit Electronic Music Festival                |                           |
| Duluth               | Bayfront Reggae and World Music Festival         | Reggae, musiques du monde |
| Floride              | Winter Music Conference (WMC)                    |                           |
| Garberville          | Reggae on the River (en)                         |                           |
| George               | Sasquatch! Music Festival (en)                   |                           |
| La Nouvelle-Orléans  | New Orleans Jazz & Heritage Festival             |                           |
| Los Angeles          | JazzReggae Festival @ UCLA (en)                  |                           |
| Los Angeles          | Together as One (festival) (en)                  |                           |
| Louisville           | Kentucky Reggae Festival                         | Reggae                    |
| Miami                | III Points                                       |                           |
| Miami                | Ultra Music Festival                             |                           |
| Milwaukee            | Milwaukee Irish Fest                             |                           |
| Monterey             | California Roots Music and Arts Festival (en)    |                           |
| Morrison             | Reggae on The Rocks                              |                           |
| Nelson (Ohio)        | Midwest Reggae Festival (en)                     |                           |
| New York             | Electric Zoo                                     |                           |
| New York             | CMJ Music Marathon                               |                           |
| New York             | Woodstock Reggae Festival                        |                           |
| Philadelphie         | Philadelphia Folk Festival (en)                  |                           |
| Philadelphie         | Storm                                            |                           |
| San Bernardino       | Nocturnal Festival (en)                          |                           |
| San Diego            | Tribute to the Legends                           |                           |
| San Francisco        | Festival Tape Music de San Francisco             |                           |
| Santa Ana            | Beach Goth                                       |                           |
| Scio                 | Northwest World Reggae Festival                  |                           |
| Vallée de Coachella  | Coachella Valley Music Festival                  |                           |
| Washington           | HFStival (en)                                    |                           |
| Wisconsin            | Even Furthur                                     |                           |
| Tout le pays         | Ozzfest Vans Warped Tour                         | Heavy metal, rock         |

### Finlande
| Ville      | Nom                            | Genre |
| ---------- | ------------------------------ | ----- |
| Helsinki   | Flow Festival                  |       |
| Helsinki   | Sideways Festival (fi)         |       |
| Helsinki   | Tuska Open Air Metal Festival  |       |
| Lahti      | Lahti Organ Festival           |       |
| Oslo       | Øyafestivalen (en)             |       |
| Oulu       | Qstock (en)                    |       |
| Savonlinna | Festival d'opéra de Savonlinna |       |

### Géorgie
| Ville   | Nom      | Genre |
| ------- | -------- | ----- |
| Anaklia | GEM Fest |       |

### Grèce
| Ville        | Nom            | Genre |
| ------------ | -------------- | ----- |
| Athènes      | Ejekt          |       |
| Athènes      | Release Athens |       |
| Thessaloniki | Reworks        |       |

### Hongrie
| Ville    | Nom                 | Genre |
| -------- | ------------------- | ----- |
| Budapest | Sziget Festival     |       |
| Hatvan   | LB27 Reggae Camp    |       |
| Ozora    | O.Z.O.R.A. Festival |       |
| Sopron   | VOLT                |       |
| Zamárdi  | Balaton Sound       |       |
| Zamárdi  | B my Lake           |       |

### Irlande
| Ville      | Nom                                  | Genre |
| ---------- | ------------------------------------ | ----- |
| Bundoran   | Sea Sessions Surf and Music Festival |       |
| Clones     | Flat Lake Festival (en)              |       |
| Cork       | Live at the Marquee (festival) (en)  |       |
| Dublin     | Bulmers Forbidden Fruit              |       |
| Dublin     | Dublin City Soul Festival (en)       |       |
| Dublin     | Longitude Festival (en)              |       |
| Dublin     | Metropolis                           |       |
| Dublin     | Temple Bar TradFest (en)             |       |
| Ennis      | Fleadh Nua (en)                      |       |
| Lismore    | Blackwater Valley Opera Festival     |       |
| Mullingar  | Life Festival (en)                   |       |
| Stradbally | Electric Picnic (en)                 |       |

### Islande
| Ville     | Nom             | Genre |
| --------- | --------------- | ----- |
| Reykjavik | Secret Solstice |       |

### Italie

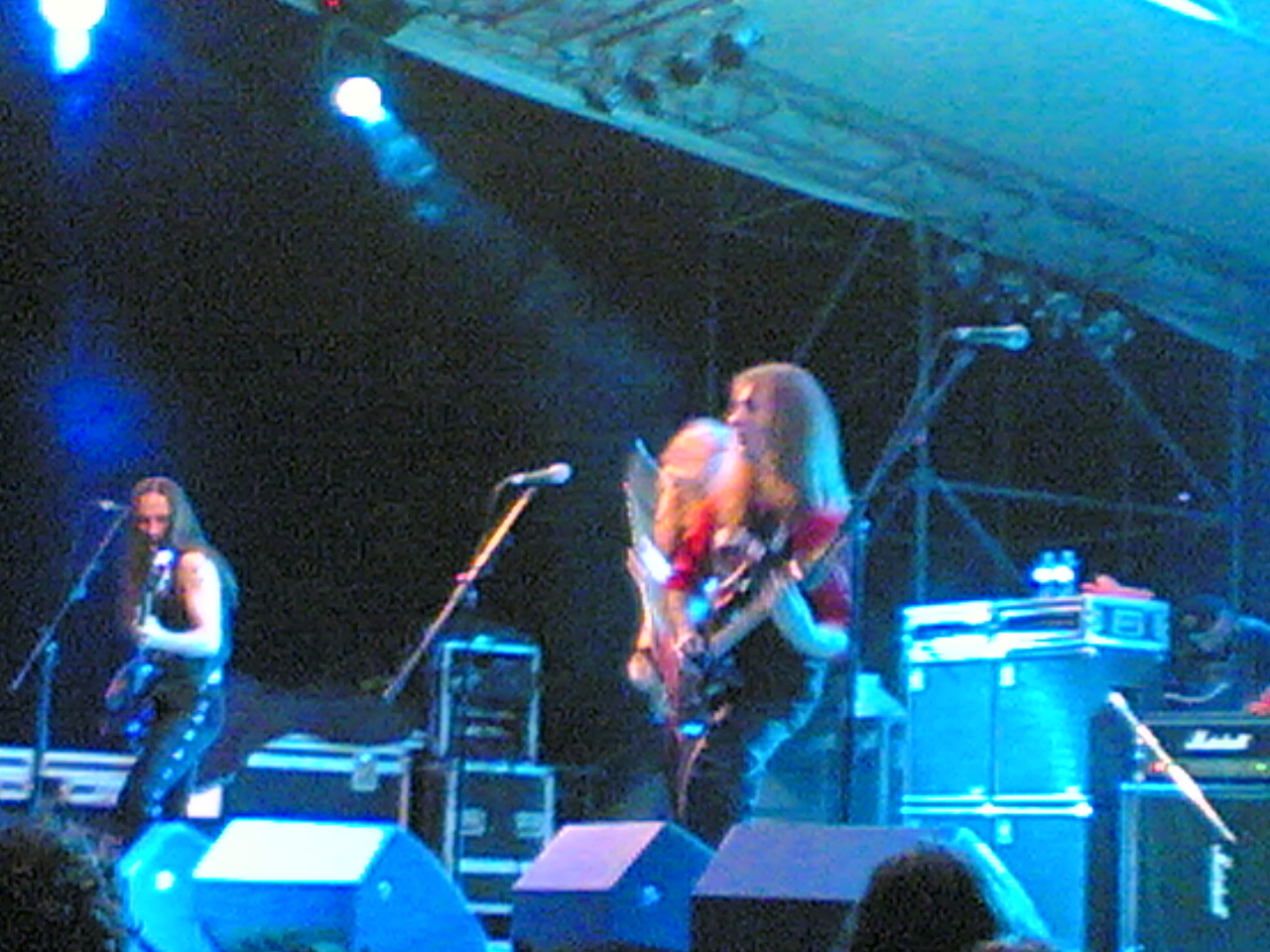
Gamma Ray au Agglutination Metal Festival, l'un des plus importants festivals de metal d'Italie

#### Basilicate
| Ville  | Nom                          | Genre |
| ------ | ---------------------------- | ----- |
| Senise | Agglutination Metal Festival |       |

#### Calabre
| Ville                    | Nom                                                                | Genre |
| ------------------------ | ------------------------------------------------------------------ | ----- |
| Albi                     | Rock Auser                                                         |       |
| Alessandria del Carretto | Radicazioni - Festival delle culture tradizionali                  |       |
| Reggio de Calabre        | Ecojazz                                                            |       |
| Reggio de Calabre        | Paleariza (festival itinerante nei borghi grecanici della Bovesìa) |       |
| Roccella Jonica          | Roccella Jazz - Rumori Mediterranei                                |       |

#### Campanie
| Ville                                                     | Nom                 | Genre |
| --------------------------------------------------------- | ------------------- | ----- |
| Ariano Irpino                                             | Ariano Folkfestival |       |
| Marina di Camerota                                        | Meeting Del Mare    |       |
| Salerne et Province                                       | Cantus Angeli       |       |
| Campania Blues festival (Anciennement Baia Domizia Blues) |                     |       |

#### Émilie-Romagne
| Ville               | Nom                                      | Genre |
| ------------------- | ---------------------------------------- | ----- |
| Castelfranco Emilia | Castelfranco Blues Festival              | Blues |
| Ferrare             | Ferrara Sotto le Stelle (it)             |       |
| Porretta Terme      | Porretta Soul Festival (it)              |       |
| Reggio Emilia       | Festival Quartetto d'Archi Reggio Emilia |       |
| Rimini              | Music Inside Festival                    |       |

#### Frioul-Vénétie Julienne
| Ville                   | Nom                                           | Genre  |
| ----------------------- | --------------------------------------------- | ------ |
| Brugnera                | Blues in Villa                                |        |
| Cormons                 | Festival Jazz and Wine of Peace               | Jazz   |
| Gemona del Friuli       | Gemona In...canta                             |        |
| Gorizia                 | Gorizia Jazz                                  | Jazz   |
| Latisana                | One Love World Reggae Festival                | Reggae |
| Maniago                 | Luglio Musicale                               |        |
| Maniago                 | Vocalia                                       |        |
| Manzano                 | Musica in Villa                               |        |
| Marano Lagunare         | Festa della Musica                            |        |
| Mortegliano             | Festintenda                                   |        |
| Muggia                  | Muggia Jazz Festival                          | Jazz   |
| Osoppo                  | Concerto per un Fiore                         |        |
| Sacile                  | Autunno Corale                                |        |
| San Daniele del Friuli  | San Daniele International Piano Meeting       |        |
| San Daniele del Friuli  | Stagione Concertistica Internazionale         |        |
| San Floriano del Collio | Festival della Canzone Folk Slovena Steverjan |        |
| San Vito al Tagliamento | San Vito Jazz                                 | Jazz   |
| Spilimbergo             | Folkest (it)                                  |        |
| Spilimbergo             | Spilimbergomusica                             |        |
| Tarvisio                | No Borders Music Festival                     |        |
| Tricesimo               | Madame Guitar                                 |        |
| Trieste                 | Festival internazionale dell'Operetta         |        |
| Trieste                 | Le nuove rotte del jazz                       | Jazz   |
| Valvasone               | Stagione Organistica                          |        |
| Venzone                 | La Grande Opera in Piazza                     |        |
| Venzone                 | Rassegna Organistica Gjgj Moret               |        |
| Venzone                 | Tor Vinacis Live Music                        |        |
| Villa Santina           | San Lorenzo Music Lights                      |        |
| Carnia                  | Carniarmonie                                  |        |
| Regione                 | Nei suoni dei luoghi                          |        |

#### Latium
| Ville          | Nom                 | Genre |
| -------------- | ------------------- | ----- |
| Frascati       | Frammenti           |       |
| Isola del Liri | Liri Blues Festival |       |
| Norma          | NorbanusFestival    |       |
| Rome           | Tour Music Fest     |       |

#### Ligurie
| Ville     | Nom                                                | Genre |
| --------- | -------------------------------------------------- | ----- |
| Gênes     | Goa-Boa Festival (it)                              |       |
| La Spezia | Festival internazionale del jazz della Spezia (it) |       |
| Sanremo   | Festival della canzone italiana                    |       |

#### Lombardie
| Ville            | Nom                               | Genre |
| ---------------- | --------------------------------- | ----- |
| Crémone          | Celtic Music Festival (disparu ?) |       |
| Fara Gera d'Adda | Fara Rock                         |       |
| Mantoue          | Mantova Musica Festival           |       |
| Milan            | Design Week Festival              |       |
| Milan            | Festival Latino Americando        |       |
| Milan            | MIami Festival                    |       |
| Milan            | Rock in Idro (it)                 |       |
| Monza            | Gods of Metal                     |       |
| Monza            | Independent Days Festival (it)    |       |
| Mozzate          | Baraonda Music Festival           |       |

#### Marches
| Ville     | Nom                                      | Genre |
| --------- | ---------------------------------------- | ----- |
| Fano      | Fano Jazz by the Sea                     |       |
| Fermo     | Bababoom Festival                        |       |
| Pesaro    | Rossini Opera Festival                   |       |
| Tolentino | Festival internazionale del canto corale |       |

#### Molise
| Ville   | Nom                             | Genre |
| ------- | ------------------------------- | ----- |
| Bonefro | Adriatic Chamber Music Festival |       |

#### Ombrie
| Ville   | Nom                    | Genre |
| ------- | ---------------------- | ----- |
| Pérouse | Umbria Jazz            |       |
| Spolète | Festival dei due mondi |       |

#### Piémont
| Ville      | Nom                                | Genre |
| ---------- | ---------------------------------- | ----- |
| Alexandrie | Fraskettando SkaBluesJazz Festival |       |
| Tavagnasco | Tavagnasco Rock                    |       |
| Turin      | Chicobum Festival                  |       |
| Turin      | Club to Club                       |       |
| Turin      | Kappa FuturFestival (it)           |       |
| Turin      | Traffic Festival                   |       |
| Vinadio    | Balla Coi Cinghiali Festival       |       |

#### Pouilles
| Ville           | Nom                                       | Genre |
| --------------- | ----------------------------------------- | ----- |
| Bari            | Festival Silence                          |       |
| Corato          | Festival delle Murge                      |       |
| Carpino         | Carpino Folk Festival                     |       |
| Gallipoli       | Crime fest                                |       |
| Grèce salentine | Festival Notte della Taranta              |       |
| Martina Franca  | Festival de la vallée d'Itria             |       |
| Palagiano       | Palagiano Music Festival                  |       |
| Salento         | Festival Internazionale Suono dal Salento |       |

#### Sardaigne
| Ville     | Nom                      | Genre  |
| --------- | ------------------------ | ------ |
| Berchidda | Sardinia Reggae Festival | Reggae |
| Berchidda | Time in Jazz             | Jazz   |
| Cagliari  | Rockaralis               | Rock   |

#### Sicile
| Ville       | Nom                                         | Genre |
| ----------- | ------------------------------------------- | ----- |
| Calatabiano | Muzikfest suoni indipendenti dal sottobosco |       |
| Castelbuono | Ypsigrock (it)                              |       |
| Palerme     | Djoon Experience Sicily                     |       |
| Palerme     | Kals'Art                                    |       |

#### Toscane
| Ville            | Nom                        | Genre |
| ---------------- | -------------------------- | ----- |
| Acquaviva        | Live Rock Festival of Beer | Rock  |
| Arezzo           | Arezzo Wave (it)           |       |
| Sesto Fiorentino | Italia Wave                |       |
| Torre del Lago   | Puccini Festival           |       |

#### Trentin-Haut-Adige
| Ville         | Nom                                                   | Genre |
| ------------- | ----------------------------------------------------- | ----- |
| Primiero      | ImerROCK                                              | Rock  |
| Salto-Sciliar | Schlern International Music Festival                  |       |
| Val di Fiemme | Fiemme Ski Jazz                                       |       |
| Val Pusteria  | Festival Internazionale di Canto Corale Alta Pusteria |       |
| Val Senales   | Festival Ice Music                                    |       |
| Vanoi         | Ronk n'Roll                                           |       |

#### Vallée d'Aoste
| Ville         | Nom                                                   | Genre |
| ------------- | ----------------------------------------------------- | ----- |
| Aoste         | Festival des peuples minoritaires[réf. nécessaire]    |       |
| Fénis         | Ététrad                                               |       |
| Val Vény      | Festival Celtica                                      |       |
| Saint-Vincent | Festival international de la chanson de Saint-Vincent |       |

#### Vénétie
| Ville                     | Nom                                     | Genre |
| ------------------------- | --------------------------------------- | ----- |
| Marghera                  | Venetian Industries                     |       |
| Mel                       | Rassegna Internazionale di Canto Corale |       |
| Mestre                    | Heineken Jammin Festival                |       |
| Padoue                    | Sherwood Festival                       |       |
| San Donà di Piave         | Acustica Unplugged Experience           |       |
| Trévise                   | Home Festival (it)                      |       |
| Treviso - Mareno di Piave | Pit-On Music Cover Festival             |       |
| Venise                    | More Festival                           |       |

### Jamaïque
| Ville       | Nom                                  | Genre |
| ----------- | ------------------------------------ | ----- |
| Montego Bay | Jamaica Jazz and Blues Festival (en) |       |
| Montego Bay | Reggae Sumfest (en)                  |       |
| Saint Ann   | Rebel Salute (en)                    |       |

### Japon
| Ville   | Nom                          | Genre |
| ------- | ---------------------------- | ----- |
| Naeba   | Fuji Rock Festival           |       |
| Saitama | Loud Park                    |       |
| Sendai  | Jozénji Street Jazz Festival | Jazz  |
| Tokyo   | CCMC                         |       |

### Liban
| Ville      | Nom                                | Genre |
| ---------- | ---------------------------------- | ----- |
| Baalbek    | Festival international de Baalbek  |       |
| Beiteddine | Festival de Beiteddine             |       |
| Byblos     | Byblos International Festival (en) |       |

### Luxembourg
| Ville            | Nom                               | Genre                   |
| ---------------- | --------------------------------- | ----------------------- |
| Bourglinster     | Festival de Bourglinster          | Musique classique       |
| Dudelange        | Summerstage                       |                         |
| Dudelange        | Zeltik                            |                         |
| Echternach       | Festival international Echternach | Musique classique, jazz |
| Esch-sur-Alzette | Sonic Visions                     |                         |
| Hesperange       | Rock am Park                      |                         |
| Luxembourg       | Printemps musical                 |                         |
| Luxembourg       | Rock um Knuedler                  | Rock                    |
| Roeser           | Rock-A-Field                      | Rock                    |

### Malte
| Ville | Nom                | Genre |
| ----- | ------------------ | ----- |
| Malte | The Sound You Need |       |
| Mdina | Glitch Festival    |       |

### Maroc

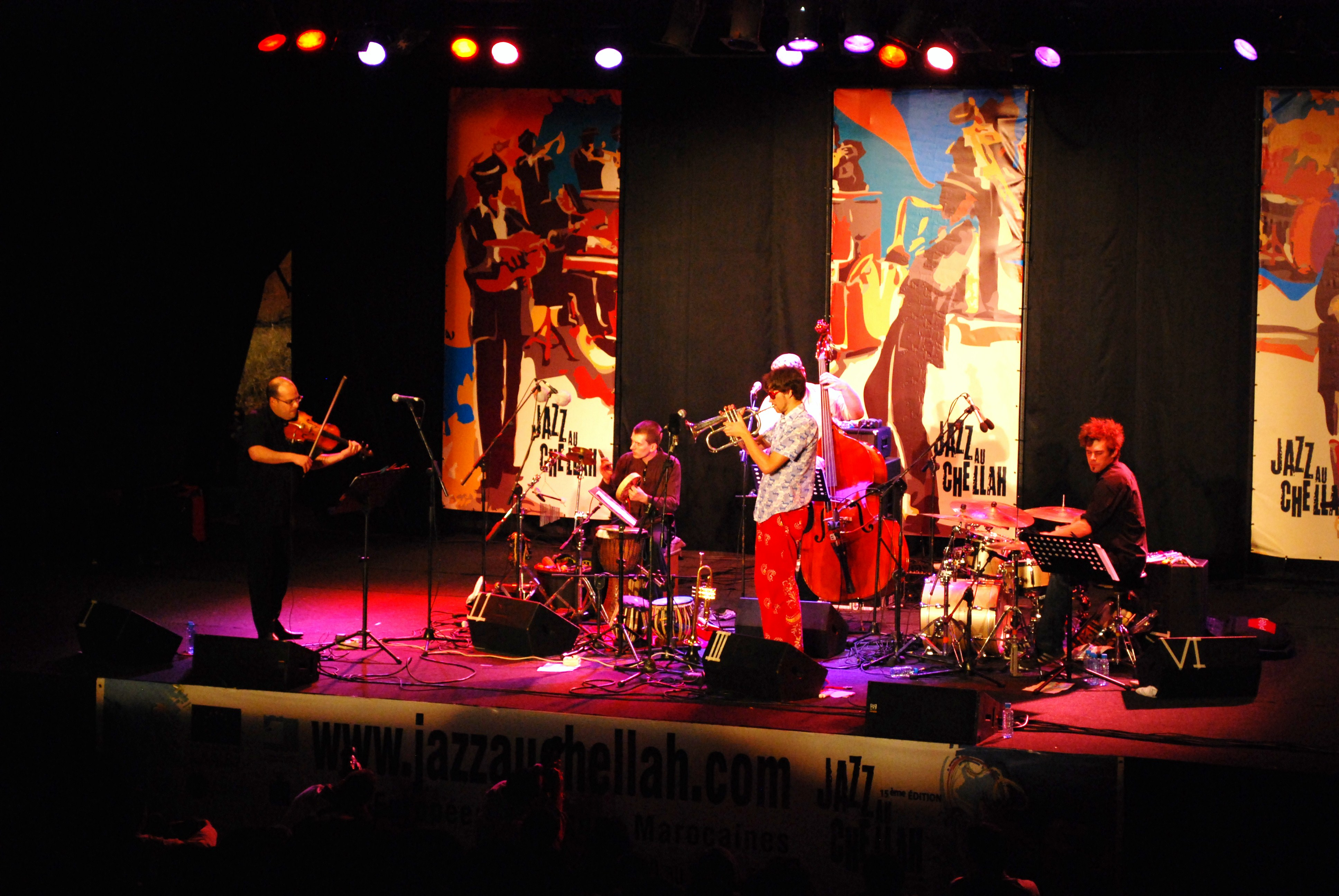
Jazz au Chellah à Rabat, au Maroc, en 2010.

| Ville      | Nom                                                     | Genre |
| ---------- | ------------------------------------------------------- | ----- |
| Agadir     | Festival Timitar                                        |       |
| Casablanca | Festival du Boulevard des jeunes musiciens (L'boulvard) |       |
| Casablanca | Casa Music                                              |       |
| Casablanca | Jazzablanca                                             |       |
| Essaouira  | Festival des Gnaouas                                    |       |
| Fès        | Festival de Fès des musiques sacrées du monde           |       |
| Marrakech  | Festival des arts populaires de Marrakech               |       |
| Marrakech  | Oasis Festival                                          |       |
| Marrakech  | Sismix                                                  |       |
| Oujda      | Festival international du raï                           | Raï   |
| Rabat      | Festival Mawazine                                       |       |
| Rabat      | Jazz au Chellah                                         |       |
| Tanger     | Tanjazz                                                 |       |
| Volubilis  | Festival de Volubilis                                   |       |
| Zagora     | The Magic Draâ Festival                                 |       |

### Mexique
| Ville            | Nom                        | Genre                |
| ---------------- | -------------------------- | -------------------- |
| Guadalajara      | Heartbeat Festival         |                      |
| Mexico           | Festival Electro Colectivo | Electro              |
| Playa del Carmen | The BPM Festival           | Musique électronique |

### Norvège
| Ville | Nom           | Genre |
| ----- | ------------- | ----- |
| Oslo  | OverOslo (no) |       |

### Nouvelle-Zélande
| Ville    | Nom         | Genre |
| -------- | ----------- | ----- |
| Auckland | Splore (en) |       |

### Pays-Bas

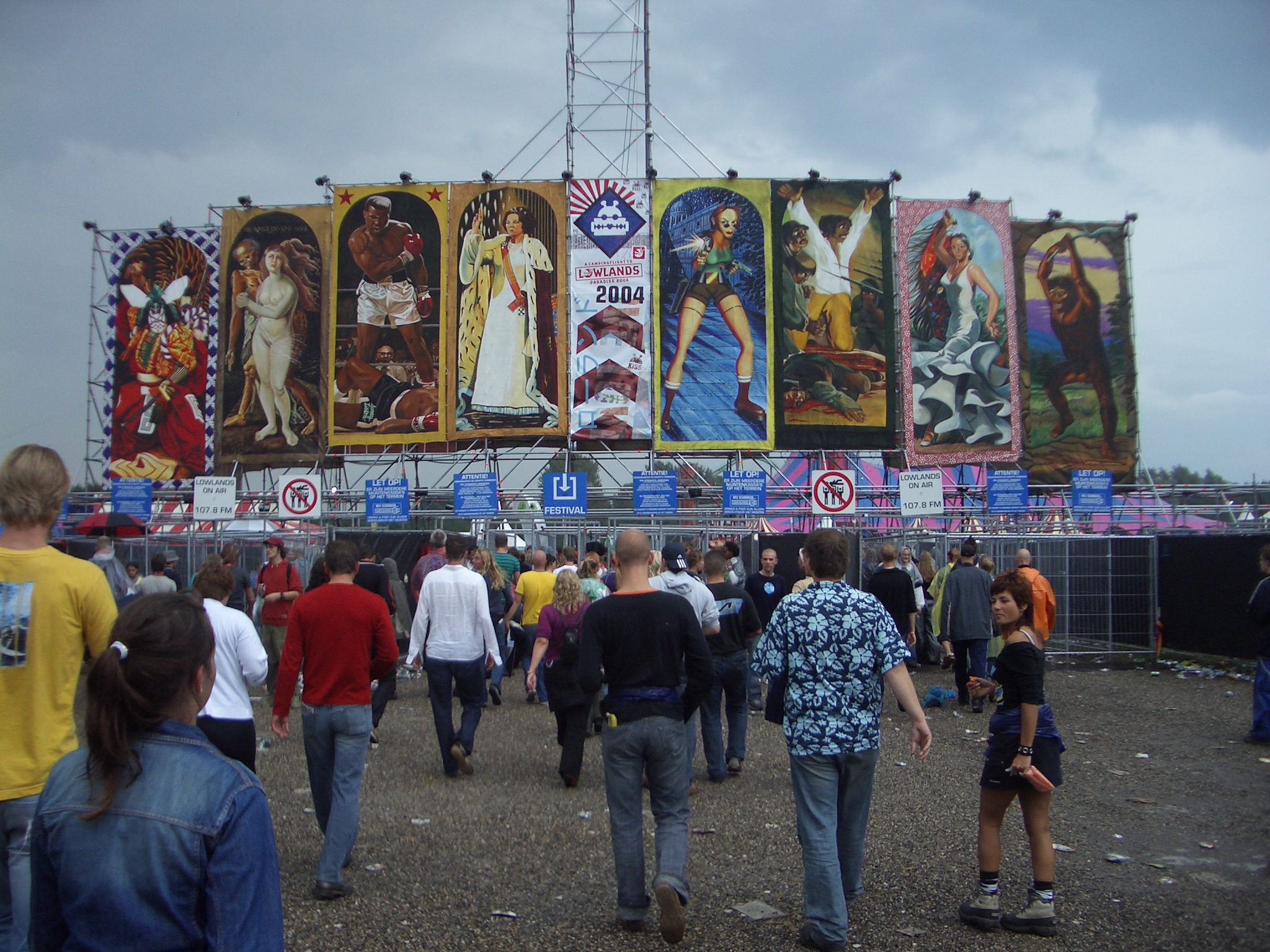
Entrée du festival Lowlands (Pays-Bas)

| Ville             | Nom                         | Genre                                                    |
| ----------------- | --------------------------- | -------------------------------------------------------- |
| Amsterdam         | Amsterdam Music Festival    |                                                          |
| Amsterdam         | Awakenings                  |                                                          |
| Amsterdam         | Dekmantel                   |                                                          |
| Amsterdam         | DGTL Festival               |                                                          |
| Amsterdam         | Welcome to the Future       |                                                          |
| Arnhem            | Free Your Mind              |                                                          |
| Beuningen         | Down the Rabbit Hole (en)   |                                                          |
| Biddinghuizen     | Defqon.1                    | Techno hardcore, hardstyle, mainstream hardcore, uptempo |
| Biddinghuizen     | Lowlands                    |                                                          |
| Bussloo           | Ground Zero Festival        |                                                          |
| Deurne            | Walhalla Zoomerfeesten      |                                                          |
| Eersel            | Dominator                   | Techno hardcore, hardstyle                               |
| Eindhoven         | Reggae Sundance             | Reggae                                                   |
| Groningue         | Eurosonic Noorderslag       |                                                          |
| Haarlemmermeer    | Mystery Land                |                                                          |
| Hilvarenbeek      | Best Kept Secret (en)       |                                                          |
| La Haye           | State-X New Forms           |                                                          |
| Landgraaf         | Pinkpop                     |                                                          |
| Langedijk         | Indian Summer Festival (nl) |                                                          |
| Leeuwarden        | Psy-Fi (en)                 |                                                          |
| Leyde             | Werfpop (nl)                |                                                          |
| Lichtenvoorde     | Zwarte Cross                |                                                          |
| Nimègue           | FortaRock Festival          |                                                          |
| Oude IJsselstreek | DKL Party                   |                                                          |
| Oude IJsselstreek | Huntenpop (nl)              |                                                          |
| Rotterdam         | Metropolis Festival (nl)    |                                                          |
| Rotterdam         | Rotterdam Rave Festival     |                                                          |
| Saint-Martin      | SXM Festival                |                                                          |
| Spaarnwoude       | Dance Valley (en)           |                                                          |
| Tilbourg          | Incubate                    |                                                          |
| 't Zand           | Zandstock                   |                                                          |
| Utrecht           | A State of Trance           | Trance                                                   |
| Utrecht           | Soenda                      |                                                          |
| Utrecht           | Thunderdome                 | Techno hardcore (gabber, mainstream hardcore, uptempo)   |
| Weert             | Bospop (en)                 |                                                          |
| Westland          | Waterpop (nl)               |                                                          |

### Pologne
| Ville             | Nom                                                                                         | Genre            |
| ----------------- | ------------------------------------------------------------------------------------------- | ---------------- |
| Będzin            | Festival Zamek                                                                              | musique celtique |
| Bielawa           | Regałowisko Bielawa Reggae Festiwal (pl)                                                    | Reggae           |
| Bolków            | Castle Party (pl)                                                                           |                  |
| Cracovie          | Unsound Festival (en)                                                                       |                  |
| Gdynia            | Open'er Festival (en)                                                                       |                  |
| Katowice          | Off Festival                                                                                |                  |
| Kostrzyn nad Odrą | Przystanek Woodstock                                                                        |                  |
| Opole             | Festival national de chanson polonaise d'Opole (Krajowy Festiwal Piosenki Polskiej w Opolu) |                  |
| Ostróda           | Ostróda Reggae Festival (pl)                                                                |                  |
| Płock             | Audioriver (pl)                                                                             |                  |
| Sopot             | Festival de Sopot                                                                           |                  |
| Straszęcin        | Czad festiwal (pl)                                                                          |                  |

### Portugal
| Ville                | Nom                                                    | Genre                        |
| -------------------- | ------------------------------------------------------ | ---------------------------- |
| Arcos de Valdevez    | Sons do Vez                                            | Pop, rock, heavy metal       |
| Caminha              | Festival Vilar de Mouros                               |                              |
| Cascais              | Musa Cascais                                           |                              |
| Grândola             | Grândola Metal                                         | Heavy metal                  |
| Idanha-a-Nova        | Boom Festival                                          |                              |
| Lisbonne             | Les Plages Électroniques[réf. nécessaire]              |                              |
| Lisbonne             | LISB-ON                                                |                              |
| Lisbonne             | NOS Alive (ex-Optimus Alive)                           |                              |
| Lisbonne             | Rock in Rio Lisbonne                                   |                              |
| Lisbonne             | Super Bock Super Rock                                  |                              |
| Montemor-o-Velho     | Festival Forte                                         |                              |
| Montijo              | Metalfest (pt)                                         | Heavy metal                  |
| Paredes de Coura     | Festival de Paredes de Coura                           |                              |
| Ponte de Lima        | Voz do Lima                                            | Chanson populaire portugaise |
| Póvoa de Lanhoso     | Eco Undersky                                           | Reggae, drum and bass, dub   |
| Sagres               | SuperBock Surf Festival                                | Surf music, ska, reggae      |
| Santa Maria da Feira | Festival Maré de Agosto (pt)                           |                              |
| Viana do Castelo     | Neopop Festival (Anciennement Anti-Pop Music Festival) | Electro, techno              |
| Vieira do Minho      | Festival da Ilha do Ermal                              | Heavy metal                  |
| Zambujeira do Mar    | Festival Sudoeste (pt)                                 |                              |

### Roumanie
| Ville       | Nom                                                 | Genre                                                            |
| ----------- | --------------------------------------------------- | ---------------------------------------------------------------- |
| Cluj-Napoca | Electric Castle                                     | Musique alternative, musique électronique, rock, reggae, hip-hop |
| Cluj-Napoca | Festival Peninsula / Félsziget (annulé depuis 2014) |                                                                  |
| Cluj-Napoca | Untold Festival                                     |                                                                  |
| Gărâna      | Gărâna Jazz Festival (en)                           | Jazz                                                             |
| Sibiu       | Artmania Festival (en)                              |                                                                  |
| Constanța   | Sunwaves Festival                                   |                                                                  |

### Serbie
| Ville          | Nom               | Genre |
| -------------- | ----------------- | ----- |
| Belgrade       | Apgrade Weekend   |       |
| Kragujevac     | Arsenal Fest (en) |       |
| Novi Sad       | EXIT              |       |
| Vrnjačka Banja | Lovefest          |       |

### Singapour
| Ville     | Nom          | Genre |
| --------- | ------------ | ----- |
| Singapour | ZoukOut (en) |       |

### Slovaquie
| Ville      | Nom                | Genre |
| ---------- | ------------------ | ----- |
| Bratislava | Uprising           |       |
| Piešťany   | GrapeFestival (en) |       |
| Trenčín    | Pohoda (en)        |       |

### Slovénie
| Ville  | Nom                                   | Genre       |
| ------ | ------------------------------------- | ----------- |
| Tolmin | MetalDays                             | Heavy metal |
| Tolmin | Punk Rock Holiday                     | Punk rock   |
| Tolmin | Overjam International Reggae Festival | Reggae      |

### Suède
| Ville      | Nom                          | Genre |
| ---------- | ---------------------------- | ----- |
| Emmaboda   | Emmaboda Festival            |       |
| Falun      | Sabaton Open Air             |       |
| Hultsfred  | Hultsfred Festival (en)      |       |
| Mörbylånga | Öland Roots (sv)             |       |
| Norje      | Sweden Rock Festival         |       |
| Stockholm  | Department Festival          |       |
| Uppsala    | Uppsala Reggae Festival (en) |       |

### Suisse

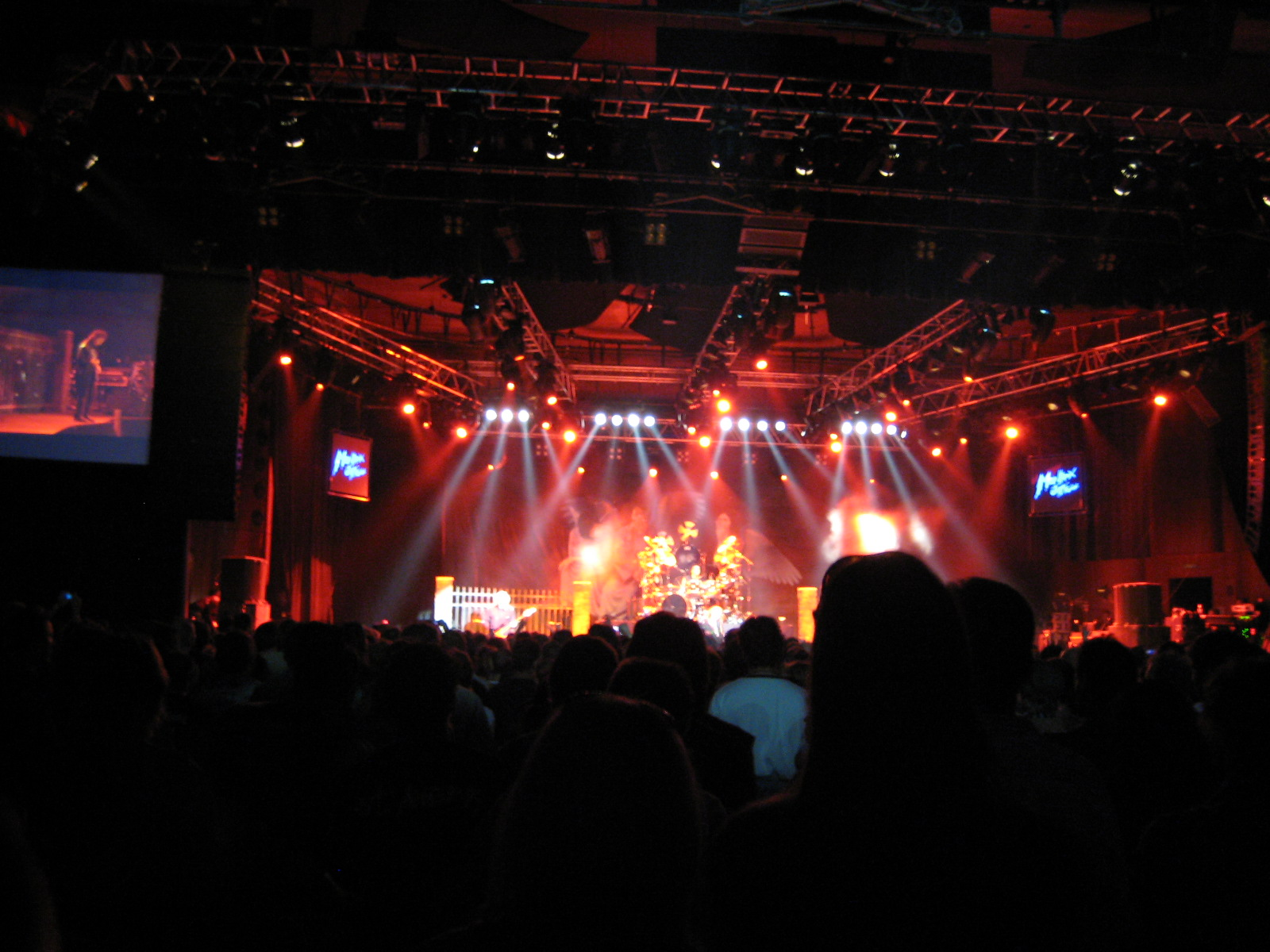
Montreux Jazz Festival (Suisse).

| Ville               | Nom                                                              | Genre               |
| Argovie             | Argovie                                                          | Argovie             |
| ------------------- | ---------------------------------------------------------------- | ------------------- |
| Aarau               | Musig i De Altstadt                                              |                     |
| Aarau               | Make the Hood Look Good Festival                                 |                     |
| Gränichen           | Open Air Gränichen                                               |                     |
| Wohlen              | Touch the Air                                                    |                     |
| Zofingue            | Heitere Open Air (de)                                            |                     |
| Bâle                |                                                                  |                     |
| Bâle                | Blues Festival Basel                                             | Blues               |
| Bâle                | Jugendkulturfestival                                             |                     |
| Riehen              | Opernfestival Riehen (de)                                        |                     |
| Berne               |                                                                  |                     |
| Aarberg             | Stars of Sounds                                                  |                     |
| Berne               | Buskers Bern Strassenmusik-Festival (de)                         |                     |
| Berne               | Gurtenfestival                                                   |                     |
| Berne               | Internationales Jazzfestival                                     | Jazz                |
| Berne               | Musikfestival Bern                                               |                     |
| Douanne             | Lakesplash                                                       |                     |
| Huttwil             | Open Air Huttwil                                                 |                     |
| Interlaken          | Greenfield Festival                                              |                     |
| Interlaken          | Interlatina                                                      |                     |
| Orpond              | Royal Arena Festival (de)                                        |                     |
| Thoune              | GAIA Musikfestival (de)                                          |                     |
| Fribourg            |                                                                  |                     |
| Bulle               | Les Francomanias                                                 | Chanson francophone |
| Bulle               | New Orleans meets Bulle                                          | Jazz                |
| Cheyres             | Festi'Cheyres                                                    |                     |
| Estavayer-le-Lac    | Esta'Swing                                                       | Jazz                |
| Estavayer-le-Lac    | Estivale Open Air                                                |                     |
| Fribourg            | Bellarena Festival                                               |                     |
| Fribourg            | Belluard Bollwerk International                                  |                     |
| Fribourg            | Etu’Sound (ex-Campus Fever)                                      |                     |
| Fribourg            | Festival international de musiques sacrées                       | Classique           |
| Fribourg            | Les Georges                                                      |                     |
| Guin                | Bad Bonn Kilbi                                                   |                     |
| Hauteville          | Abyss Festival                                                   |                     |
| Le Pâquier          | Christmas Rock Festival                                          |                     |
| Mézières            | Passionvinyl Festival                                            |                     |
| Morat               | Murten Classics                                                  | Classique           |
| Morat               | Stars of Sounds                                                  |                     |
| Portalban           | Echo Open Air                                                    |                     |
| Portalban           | Portaz Open Air                                                  |                     |
| Riaz                | Glucose Festival                                                 |                     |
| Romont              | 20 heures de musiques                                            |                     |
| Villargiroud        | Festival de la Cabane                                            |                     |
| Villars-sur-Glâne   | Concerts de l'Avent                                              |                     |
| Vuisternens-en-Ogoz | Festival du Gibloux                                              |                     |
| Genève              |                                                                  |                     |
| Genève              | Antigel                                                          |                     |
| Genève              | Electron Festival                                                |                     |
| Genève              | Fête de l'Espoir                                                 |                     |
| Genève              | La Bâtie - Festival de Genève                                    |                     |
| Genève              | Les nuits du monde                                               |                     |
| Genève              | Mapping Festival (en)                                            |                     |
| Genève              | Musique en été                                                   |                     |
| Genève              | The Beat Festival                                                | Hip-hop             |
| Genève              | Transforme Festival                                              |                     |
| Genève              | Voix de Fête                                                     |                     |
| Chancy              | Biubstock Festival                                               |                     |
| Lancy               | Mai au parc                                                      |                     |
| Plan-les-Ouates     | Plein les watts                                                  |                     |
| Pregny-Chambésy     | Pregny Alp Festival                                              |                     |
| Puplinge            | Puplinge Classique                                               |                     |
| Troinex             | Piz Palü                                                         |                     |
| Vernier             | Vernier sur Rock                                                 | Rock                |
| Vernier             | Vernier Festival                                                 |                     |
| Grisons             |                                                                  |                     |
| Lumnezia            | Open Air Val Lumnezia (de)                                       |                     |
| S-chanf             | Chapella Open Air Rock                                           |                     |
| Zernez              | Burning Moutain Festival                                         |                     |
| Jura                |                                                                  |                     |
| Pleigne             | Lucelle Sonore                                                   |                     |
| Delémont            | Teens Jura Festival                                              |                     |
| Delémont            | Patchwork Festival                                               |                     |
| Delémont            | WinterSound Festival                                             |                     |
| Le Noirmont         | Chant du Gros                                                    |                     |
| Porrentruy          | Rock'air                                                         |                     |
| Lucerne             |                                                                  |                     |
| Lucerne             | Blue Balls Festival                                              |                     |
| Lucerne             | Festival de Lucerne                                              |                     |
| Lucerne             | World Band Festival Luzern (de)                                  |                     |
| Zell                | Open Quer Zell                                                   |                     |
| Neuchâtel           |                                                                  |                     |
| Bôle                | ParaBôle Festival                                                |                     |
| Cernier             | Les Jardins musicaux                                             |                     |
| La Chaux-du-Milieu  | Corbak Festival                                                  |                     |
| Le Locle            | Rock Altitude Festival                                           |                     |
| Môtiers             | Hors Tribu                                                       |                     |
| Neuchâtel           | Festi'neuch                                                      |                     |
| Neuchâtel           | La Superette                                                     |                     |
| Neuchâtel           | Les Buskers                                                      |                     |
| Neuchâtel           | Fluo Openair                                                     | Hip-hop             |
| St-Aubin            | BeRock Festival                                                  |                     |
| Saint-Gall          |                                                                  |                     |
| Bad Ragaz           | Quellrock                                                        |                     |
| Saint-Gall          | Open Air St. Gallen                                              |                     |
| Wil                 | Openair rockamweier Rock                                         |                     |
| Schaffhouse         |                                                                  |                     |
| Schaffhouse         | Stars in Town (de) (ex-Das Festival)                             |                     |
| Soleure             |                                                                  |                     |
| Etziken             | Openair Etziken                                                  |                     |
| Tessin              |                                                                  |                     |
| Ascona              | Ascona Jazz Festival (en)                                        |                     |
| Locarno             | Moon and Stars (de)                                              |                     |
| Lugano              | Blues to Bop                                                     |                     |
| Lugano              | Estival Jazz                                                     | Jazz                |
| Lugano              | Lugano Festival                                                  |                     |
| Mendrisio           | Estival Jazz                                                     | Jazz                |
| Thurgovie           |                                                                  |                     |
| Arbon               | SummerDays Festival (de)                                         |                     |
| Frauenfeld          | Openair Frauenfeld                                               |                     |
| Valais              |                                                                  |                     |
| Bagnes              | PALP Festival                                                    |                     |
| Champéry            | Rencontres musicales de Champéry                                 |                     |
| Champéry            | Rock the Pistes                                                  |                     |
| Champex-Lac         | Champex'stival                                                   |                     |
| Crans-Montana       | Caprices festival                                                |                     |
| Crans-Montana       | Les Sommets du Classique                                         |                     |
| Fully               | Zikamart Festival                                                |                     |
| Gampel              | Open Air Gampel                                                  |                     |
| Massongex           | Festival Terre des hommes                                        |                     |
| Les Marécottes      | Avalanche Festival                                               |                     |
| Martigny            | Windstock                                                        |                     |
| Morgins             | C'est l'Hiver! Morgins Ski & Festival                            |                     |
| Saas-Fee            | International Alpine Music Festival                              |                     |
| Sierre              | Festival Week-end au bord de l'eau                               |                     |
| Sierre              | Sierre Blues Festival                                            |                     |
| Sierre              | Couleur Pavé                                                     |                     |
| Sion                | Sion Festival (ex-Festival international de musique Tibor Varga) |                     |
| Sion                | Guinness Irish Festival                                          |                     |
| Sion                | Sion sous les étoiles                                            |                     |
| Sion                | Electroziles                                                     |                     |
| Sion                | Pollen Festival (musique, arts visuels et arts vivants)          |                     |
| Sion                | Fête des étudiants Valais                                        |                     |
| Venthône            | Bourask Festival                                                 |                     |
| Verbier             | Verbier Festival                                                 |                     |
| Verbier             | Polaris Festival                                                 |                     |
| Verbier             | Verbier Impulse                                                  |                     |
| Veyras              | Tohu-Bohu Festival                                               |                     |
| Zermatt             | Zermatt Festival                                                 |                     |
| Zermatt             | Zermatt Unplugged (de)                                           |                     |
| Vaud                |                                                                  |                     |
| Avenches            | Festival Avenches Opéra                                          |                     |
| Avenches            | Rock Oz'Arènes                                                   |                     |
| Corbeyrier          | Festival celtique de Corbeyrier                                  |                     |
| Crissier            | Blues Rules Festival                                             | Blues               |
| Crans               | Caribana Festival                                                |                     |
| Cully               | Cully Jazz Festival                                              | Jazz                |
| Cully               | Lavaux Classic (ex-Cully Classique)                              |                     |
| Giez                | Festival du Lombric                                              |                     |
| Lausanne            | Electrosanne                                                     |                     |
| Lausanne            | Festival Balélec (EPFL)                                          |                     |
| Lausanne            | Festival de la cité                                              |                     |
| Lausanne            | Label Suisse Festival                                            |                     |
| Lausanne            | Metropop                                                         | Pop                 |
| Lausanne            | The Beat Festival                                                | Hip-hop             |
| Lausanne            | Unilive (UNIL)                                                   |                     |
| Montreux            | Montreux Jazz Festival                                           | Jazz                |
| Montreux            | Septembre musical                                                |                     |
| Montreux            | Echoooes Festival                                                |                     |
| Morges              | Festival international d'orgue de Morges                         | Musique d'orgue     |
| Nyon                | Paléo Festival Nyon                                              |                     |
| Payerne             | Red Pigs Festival                                                |                     |
| Penthaz             | Venoge Festival                                                  |                     |
| Prangins            | Prangins Baroque                                                 |                     |
| Pully               | Week-End Musical de Pully                                        |                     |
| Pully               | Festival Pully Lavaux                                            |                     |
| Pully               | Pully Sound Sound Festival                                       |                     |
| Renens              | Festimixx                                                        |                     |
| Villars-sur-Ollon   | Les Classiques de Villars                                        |                     |
| Yverdon-les-Bains   | Festival Baleinev (HEIG-VD)                                      |                     |
| Zurich              |                                                                  |                     |
| Pfäffikon           | Reeds Festival                                                   |                     |
| Rümlang             | Zürich Openair (de)                                              |                     |
| Uster               | Elements of Rock                                                 |                     |
| Winterthour         | Afro-Pfingsten (de)                                              |                     |
| Winterthour         | Bambole Openair Festival                                         |                     |
| Winterthour         | In Guitar Festival Winterthur (de)                               |                     |
| Winterthour         | Winterthurer Musikfestwochen (de)                                |                     |
| Zurich              | Festspiele Zürich (de)                                           |                     |
| Zurich              | Live at Sunset                                                   |                     |
| Zurich              | Stolze Openair                                                   |                     |
| Zurich              | Street Parade                                                    |                     |
| Zurich              | Transmundial Worldmusic festival                                 |                     |
| Zurich              | Zurich Openair                                                   |                     |

#### Festivals itinérants
- Fête fédérale des musiques
- Gospel Air
- Sonisphere Festival

### Tchéquie
| Ville    | Nom                             | Genre |
| -------- | ------------------------------- | ----- |
| Čáslav   | Čáslavský Hudební Festival      |       |
| Jimramov | Otevřeno Jimramov (cs)          |       |
| Prague   | Festival Brikcius (cs)          |       |
| Prague   | Festival du Printemps de Prague |       |
| Prague   | Festival de l’Automne de Prague |       |
| Ostrava  | Colours of Ostrava (en)         |       |
| Tábor    | Mighty Sounds (en)              |       |

### Tunisie
| Ville    | Nom                                                    | Genre |
| -------- | ------------------------------------------------------ | ----- |
| Carthage | Festival international de Carthage                     |       |
| El Jem   | Festival international de musique symphonique d'El Jem |       |
| Gammarth | Jazz à Carthage                                        |       |
| Hammamet | Festival international d'Hammamet                      |       |
| Nefta    | Les Dunes Électroniques,                               |       |
| Tabarka  | Tabarka Jazz Festival                                  | Jazz  |
| Tunis    | Mousiqa Wassalem                                       |       |

### Turquie
| Ville  | Nom                   | Genre |
| ------ | --------------------- | ----- |
| Ankara | Ankara Piano Festival |       |

### Ukraine
| Ville | Nom                 | Genre |
| ----- | ------------------- | ----- |
| Lviv  | Festival Contrastes |       |
| Lviv  | LvivMozArt          |       |

### Viêt Nam
| Ville    | Nom               | Genre |
| -------- | ----------------- | ----- |
| Phú Quốc | Epizode Festival, |       |

### Itinérants et tournées
- 100 Détours - Isère
- Afropunk Festival (en)
- Avec le temps
- Château perché - France
- Creamfields
- Earthdance
- Into the Valley, Into the Factory, etc.
- Les femmes s'en mêlent
- Les Nuits de l'Alligator[10]
- Lollapalooza
- Night of the Proms
- Pitchfork Music Festival
- Ultra Music Festival
- Unsound Festival (en)
- WOMAD, WOMADelaide (en), etc.

## Disparus
- 100 Contests[11] (2003-2011) - Cergy
- Africa Live (2005) - Dakar
- All Tomorrow's Parties (1999-2016) - Londres
- Alors... Chante ! (1986-2016) - Castelsarrasin
- AltrOck - Sesto Art Rock Music Festival - Sesto Calende
- Amplified - Salt Lake City
- Angèle celte festival (2009-2011) - Mourcourt
- Apero les cocos - Delémont
- Arrow Rock Festival (2003–?) - Lichtenvoorde
- Atellana Festival (2003-2012) - Succivo
- Autumn Rock Festival (1997-2013) - Braine-le-Comte
- Baja Prog (en) (1997-2014) - Mexicali
- Barocks (1992–2008) - Dinan (France)
- Beach Rock festival - Ostende
- Berles Rock Festival (2003–2010) - Denens
- Bex Rock Festival[12] - Bex
- Big Boss' Festival (1999-2009) - Tavannes
- Big Day Out (1992-2014) - Australie
- Born with a Future - Tramelan
- Calvadose de Rock (2000 - 2012) - Bayeux
- Cap festival (1995-?) - Aveyron
- Chansons en stok (2000-2015?) - Zurich
- Chaos Party - Salt Lake City
- Col des 1000 (1997-2017) - Miribel-les-Échelles
- Come back Home Festival - Frauenfeld
- Cri de la Cambrouze (2003-2010) - Villarlod
- Cycle Syntax - Perpignan
- Dark Omen - Vaux-le-Pénil
- Dynamo Open Air (1986-2005) - Eindhoven
- Earact Festival - Thourout
- Earthshaker Fest (2003-2007) - Bavière
- Edgefest (en) (1987-2015) - Toronto
- Electrochoc[13] (2005-2022) - Bourgoin-Jallieu
- EqoFestival (?-2011) - Cassino
- Estiflak - Château-d'Œx
- Etnica (2005-2008?) - Monte Porzio Catone
- ETPFest (2001–?) - Séoul
- Festival d'Amougies (1969, 1994, 2014) - Amougies
- Festival de Bèze (2005-?) - Bèze
- Festival dello Stretto (it) - Reggio de Calabre
- Festival del Rock - Travedona-Monate
- Festival de musique rétro de Saint-Hyacinthe - Saint-Hyacinthe
- Festival de Pâques (2003-2010) - Chartres
- Festival de Sédières (1974-2016) - Sédières
- Festival des éponges - Mézières
- Festival international de musique pop de Monterey (1967) - Monterey
- Festival international de musiques militaires de Québec (1998–2013) - Québec
- Festival international de percussions (2002-2016) - Montréal
- Festi'Valmont (?-2014) - Dion-le-Mont
- Festive nation - Matagne-la-Grande
- Fields of Rock (2003-2007) - Biddinghuizen
- Flame Fest (2005-2009) - Bologne
- Flippaut Festival (2003-2011) - Bologne
- For Noise Festival (1997-2016) - Pully
- From Brussels Witloof !! - Bruxelles
- Fuck Feria Festival - Béziers
- Garden Party (festival) (en) (2006-2007) – Athboy
- Garance Reggae Festival (1989-2014) - Bagnols-sur-Cèze
- GuilFest (en) (1992-2014) - Guildford
- Heineken Green Energy (en) (1996-?) – Dublin
- Herbe en Zik (2002-2010) - Besançon
- Holyfest - Arradon
- Hôp'n Fest - Dinant
- Festival Horizon (2005-?) - Neuchâtel
- Issoudun Reggae Temple[14] (2013-2019) - Issoudun
- Jazz or Jazz (1990-2019) - Orléans
- Kaméléon Festival - Meyrin
- Klezmer Musica Festival (1996-2006) - Ancône
- Kokua Festival - Hawaï
- Kultura Esperanto-Festivalo (1986–2009) - Helsinki
- L'Appel Festival (2004-2012) - Romont
- La Tawa[15] (2011-2019) - Planfoy
- La Terra Trema (2006-?) - Cherbourg
- Le Grand Son (Anciennement Rencontres Brel) (1988-2018) - Saint-Pierre-de-Chartreuse
- Le Potager du Rock (2007–2014) - Versailles
- Le Rock dans tous ses états (1983-2016) - Évreux
- Les Effervessonnes (1999-2006) - Bondoufle
- Les Fennecs - Ploubalay
- Les Folies de Maubeuge (1987-2017) - Maubeuge
- Les Musicales du Puy-en-Velay[16] (?-2013) - Le Puy-en-Velay
- Les Nuits celtes - Billiers-Muzillac
- Les Rencontres de musique de chambre de Bel-Air (1996-2009) - Savoie
- Les Rendez-vous de Terres Neuves (2006-2011) - Bègles
- Les Voix du Gaou (1997-2015) - Six-Fours-les-Plages
- Liberi Tutti Rock Fest - Reggio de Calabre
- Live 8 (2005)
- Lokomotiv Festival - Mézières
- Long’I’Rock - Longirod
- LunaClassic[17] (Anciennement St Prex Classics) (?-2014) - Nyon
- Maratea Musica Festival[18] (1996-2006) - Maratea
- Médecins du monde - Neuchâtel
- Festival Michel Sogny - Coppet
- Microfono dell'Anima - Concorso Nazionale per Cantautori (?-2010?) - Agerola
- Milk Out! - Gênes
- Momignies Extreme Fest - Momignies
- Monniati Festival (2006-?) - Genève
- Monsters of Rock (1980–1996) - Castle Donington
- Mont-Soleil Open Air Festival (1995-2006) - Saint-Imier
- Musiques de rues[19] (2006–2008) - Besançon
- Natura Rock Festival (Anciennement Natura Rock Festival) (2003- ?) - Doische
- NFR - Salt Lake City
- Night Fest Metal - Rossignol
- Nouvelle vague - Genappe
- Nuits Unplugged (2001-?) - Grenoble
- Octopus festival (2005–2006) - Nivelles
- Orchestrades universelles (1984-2012) - Brive-la-Gaillarde
- Oxegen (2004-2013) – Naas
- Pandablock - Scaër
- Parachute Music Festival (en) (1992-2014) - Waikanae
- Peverock - Cairate
- PopEye Festival (2005-?) - La Spezia
- Ragnarock (no) (1973-1975) - Holmenkollen
- Rainbow Vietri Festival (2007-2008) - Vietri di Potenza
- Roc'han Feu (1996–2011) - Rohan
- Rockailles (1980–2010) - Reignier
- Rock Island Festival (it) (1992-2013) - Bottanuco
- Rock'n Coke (2003–2013) - Istanbul
- Rocktambule[20] - Grenoble
- Rock Torhout (nl) (1977-1998) - Thourout
- Rose d'or d'Antibes (1962–1979) - Antibes
- Saintjouxbeach Festival - La Neuveville
- Salers on the Rock (2009-2013) - Salers
- Scoutfest - Anderlues
- Skanifest (2005-2009) - Ciney
- Soundlabs Festival (?-2012) - Roseto degli Abruzzi
- Summer Bazar Festival - Montreux
- Summer Festival - Blaye-les-Mines
- Summer Sound Festival - Sursee
- Summer Sundae (en) (2001–2012) - Leicester
- Sundance Motion Festival (?-2013?) - Gunzgen
- The Sequence - Salt Lake City
- Thirtysfaction Festival - Montigny-le-Tilleul
- Torbido Rock Festival - Gioiosa Ionica
- Touch May Festival (2001-2010) - Soignies
- Tradate Iron Fest - Tradate
- Transat Festival - Lausanne
- Un été à Bourges (1996[21]-2019[22]) - Bourges
- Vache de blues (2001-2015) - Audun-le-Tiche
- Vachement-Rock (2007-?) - Anglards-de-Salers
- Val-de-Roots - Engollon
- Venus Rock - Huy
- Verdur Rock (1985-2016) - Namur
- Voix-ci Voix-la - Sainte-Consorce
- Wâldrock (1988-2009) - Burgum
- West Country[23] (2004-2014) - Bain-de-Bretagne
- Wintergarden - Lodi
- Woodstock (1969, 1994 et 1999) - Bethel
- World Music Festiv'Alpe (1996-2009) - Suisse
- Xunah Acoustic Festival (?-2007?) - Vasto
- Zillo Festival - Saint-Goarshausen